# Entorno empresarial
El entorno empresarial hace referencia a todos los factores externos que existen en todas las empresas que influye en esta y condicionan su actividad. Entorno empresarial, es un todo, e impacta en el desarrollo de la empresa. De este modo, la empresa puede considerarse como un sistema abierto al medio en el que se desenvuelve, en el que influye y recibe influencias. Toda actividad empresarial, tanto pública como privada, se realiza en el contexto de un “orden de sociedad" en el que se define cual es el "orden de la economía" en el que la empresa tiene su espacio de acción, y según este orden económico - social se configuran diversas formas de acción empresarial.
La clasificación más utilizada es la de Thompson (1967) desarrollada en su obra "Organizations in Action"; y Kotler (1967) en su obra "Dirección Comercial". Ambos distinguen entre el entorno general o mediato o macroentorno y el entorno específico o inmediato o microentorno. 
- Entorno general: se refiere al marco global o conjunto de factores que afectan de la misma manera a todas las empresas de una determinada sociedad o ámbito geográfico.
- Entorno específico: se refiere únicamente a aquellos factores que influyen sobre un grupo específico de empresas, que tienen unas características comunes y que concurren en un mismo sector de actividad.

Otra clasificación reconocida, entre otras, es la de Emery y Trist (1965) en su obra The Causal Texture of Organizational Environments.
Describen 4 tipos de entornos: 
1. Plácido aleatorio: las condiciones ambientales son estables y las amenazas u oportunidades se presentan de forma aleatoria, sin patrones claros. Las organizaciones pueden adaptarse fácilmente y no necesitan grandes cambios.
2. Plácido estructurado: las condiciones ambientales son relativamente estables, pero las amenazas u oportunidades se presentan en grupos o cúmulos. Las organizaciones pueden anticipar algunos patrones y planificar en consecuencia.
3. Perturbado reactivo: las organizaciones compiten entre sí y actúan de manera reactiva ante las acciones de otras organizaciones. La competencia es más directa y las organizaciones deben estar atentas a los movimientos de sus rivales.
4. Turbulento: este es el entorno más complejo y dinámico, donde las organizaciones se enfrentan a una gran cantidad de interacciones y cambios impredecibles. Las relaciones son complejas y la incertidumbre es alta, lo que dificulta la planificación y la toma de decisiones.

Desde la década de 1970, en adelante, el entorno se encuentra en "perturbado reactivo" y sobre todo "turbulento". Sobre el entorno turbulento o la turbulencia hubo muchísimos autores que la han conceptualizado y definido. Se puede mencionar, ya más acá en el tiempo, a Gueguen (2001) que dice que la turbulencia es una cadena de acontecimientos más o menos espaciados en el tiempo, más o menos favorables, pero impredecibles en cuanto a su magnitud, que son suficientemente nuevos para causar un impacto en las organizaciones, que son percibidos por sus miembros, generando una reconsideración en la estrategia de la empresa. Propuso que la turbulencia (T) está en función de la complejidad (C), dinamismo (D) e incertidumbre (I). T= f (C, D, I).
Otro tipo de análisis del entorno es el que describe las características el mismo, que se sintetizan en acrónimos, como ser: VICA (VUCA), FANI (BANI), RIPE (RUPT): rápido, impredecible, paradójico, enredado; TIRDA (TURBO): turbulento, incierto, rápido, difuso, abrumador; TINA (TUNA): turbulencia, incertidumbre, novedad, ambigüedad. Se comentan los dos más habituales:
1. VICA (VUCA):

- Volatilidad: los cambios son rápidos, grandes y difíciles de anticipar o inesperados.
- Incertidumbre: no hay información suficiente para prever el futuro. Falta de previsibilidad.
- Complejidad: muchos factores interrelacionados generan dificultad de análisis. Múltiples variables interrelacionadas.
- Ambigüedad: no hay una interpretación clara; los datos pueden confundir. Falta de claridad sobre el significado de los eventos.

1. FANI (BANI):

- Frágil: sistemas que parecen fuertes pero colapsan ante presión. Lo que parece fuerte, pero puede colapsar con pequeñas tensiones.
- Ansioso: personas y organizaciones reaccionan emocionalmente ante la incertidumbre. Reacciones emocionales fuertes ante la incertidumbre.
- No lineal: pequeños cambios pueden tener grandes efectos inesperados. Causa y efecto no se corresponden directamente.
- Incomprensible: ni siquiera con datos podemos entender todo lo que sucede. La información disponible ya no basta para entender el mundo.[4]

Para que una compañía obtenga una ventaja competitiva, debe permanecer vigilante, y estar permanentemente rastreando los cambios que se producen en su entorno. También tiene que ser ágil para alterar sus estrategias y planes cuando surge alguna dificultad.
Hay tres maneras de analizar el entorno del negocio como por ejemplo:
- Análisis ad-hoc. A corto plazo, exámenes esporádicos, normalmente iniciados por una crisis.
- Análisis regular. Estudios realizados sobre un plan regular (por ejemplo, una vez al año).
- Análisis continuo  (también llamado aprendizaje continuo). Recogida de datos estructurada de forma continua sobre un amplio espectro de factores del entorno.

La mayoría de los especialistas piensan que en el turbulento entorno en el que se mueven los negocios hoy en día el mejor método es el análisis continuo. Ello permite a la compañía actuar rápidamente, tomar ventaja de las oportunidades antes que los competidores y así responder a las amenazas del entorno antes de que se haya producido un daño significativo.
Una vez que la información se ha obtenido se tiene que comunicar a toda la compañía, a todos los departamentos y a todos los niveles. Hay una resistencia natural a este planteamiento porque muchos empresarios piensan que el conocimiento es poder y que compartirlo reduce el valor de una compañía. Todo lo contrario. Todo el mundo en la compañía debería compartir la tarea de realizar el análisis. Cuando todos los empleados analizan parte del entorno y toda la información así obtenida se consolida y luego se distribuye a toda la organización, buscando el aprendizaje organizacional.

## Factores del entorno general o macroentorno
El entorno general o mediato se caracteriza por un extenso conjunto de factores que delimitan el marco en el que actúan las empresas y establecen las circunstancias en que las empresas se van a tener que desenvolver.
El análisis del entorno generalmente se refiere al estudio de las variables que moldean las oportunidades y presentan riesgos para la empresa. Entre  las cuales se encuentran:
- Factores económicos: son todos los que tienen  que ver con la economía y desarrollo de la empresa. Algunos tienen un carácter más temporal, como las crisis y las subidas de tipos, mientras que otros tienen un carácter permanente, como el grado de desarrollo económico del país y las infraestructuras disponibles. Factores que afectan el poder de compra y el patrón de gasto de los consumidores.
  1. Renta del capital
  2. Crecimiento de la renta
  3. Tasa de desempleo
  4. Tasa de inflación
  5. Confianza del consumidor y del inversor
  6. Niveles de inventario
  7. Tasas de cambio de moneda
  8. Balanza comercial
  9. Salud financiera y política de los socios comerciales
  10. Balanza de pagos
  11. Tendencias a futuro
- Factores político-legales: son aquellas medidas políticas tomadas por el gobierno de un país que forman el marco jurídico de todas las empresas y que influyen en el desarrollo de la actividad económica realizada por cualquier entidad.

1. Política: Medidas del gobierno, dependencias del gobierno y grupos de presión que influyen en diversas organizaciones e individuos de una sociedad determinada y los limitan.

a- Clima político, nivel de actividad del gobierno
b- Estabilidad y riesgo político
c- Deuda del gobierno
d- Déficit o superávit presupuestario
e- Nivel de impuestos corporativos y personales
f- Impuestos
g- Aranceles de importación
h- Restricciones a la exportación
i- Restricciones en flujos financieros internacionales
2. Legislación
a- Ley del salario mínimo
b- Leyes de seguridad en el empleo
c- Leyes sindicales
d- Legislación sobre propiedad industrial e intelectual
e- Legislación anti-monopolio
f- Leyes sobre días de cierre por festivo
g- Licencias municipales
h- Legislación que incentiva la inversión
- Factores tecnológicos: la aparición de mejores técnicas obliga a las empresas a incorporarlas si quieren mantener su posición en el mercado. A su vez, la aceleración de las innovaciones está disminuyendo el ciclo de vida de los productos y las empresas que no están atentas pronto descubren que su producto está desfasado.Las tecnología son fuerzas que crean nuevas posibilidades, y que a su vez generan nuevos productos y servicios como oportunidades de mercado.

1. Eficiencia de infraestructuras, incluyendo: carreteras, puertos, aeropuertos, hospitales, educación, sistema de salud, comunicaciones, etc.
2. Productividad industrial
3. Nuevos procesos de fabricación
4. Nuevos productos y servicios de la competencia
5. Nuevos productos y servicios de los socios de la cadena de suministro
6. Cualquier nueva tecnología que pudiera tener influencia en la compañía
7. Coste y accesibilidad a la electricidad

- Factores ecológicos: en estos últimos la empresa vela por un buen cumplimiento de los estándares de seguridad para conservar el ambiente. La ecología se refiere a los recursos naturales, requeridos como insumos o que son afectados por las actividades de marketing de las empresas.

1. Preocupaciones ecológicas que afecten a los procesos de producción de la empresa
2. Preocupaciones ecológicas que afecten a los hábitos de compra del consumidor
3. Preocupaciones ecológicas que afecten a la producto de la empresa por parte del consumidor

- Factores socioculturales: las empresas se ven obligadas a reaccionar adaptándose a los cambios si quiere garantizar su supervivencia; como por ejemplo pueden ser en los ámbitos de las tendencias de la moda o en los hábitos de consumo. Lo sociocultural se compone de instituciones y otras fuerzas que afectan valores, percepciones, preferencias y comportamientos básicos de una sociedad e individuos.

1. Factores demográficos: Estudia las poblaciones humanas, en términos de tamaño, densidad, ubicación, edad, sexo, raza, ocupación y otros datos estadísticos.
  - Tamaño de la población y distribución
  - Distribución por edades
  - Niveles de formación
  - Niveles de ingresos
  - Orígenes étnicos
  - Afiliaciones religiosas
2. Actitudes en relación con:
  - Materialismo, capitalismo, libertad de empresa
  - Individualismo, papel de la familia, papel del gobierno, colectivismo
  - Papel de la iglesia y la religión
  - Consumismo
  - Medioambientalismo
  - Importancia del trabajo, orgullo y éxito
3. Estructuras culturales como:
  - Dietética y nutrición
  - Acceso a la vivienda

En este sentido, el análisis PESTEL se presenta como un recurso para la planificación estratégica que permite identificar de manera estructurada y sistemática los elementos externos a la empresa que pueden representar tanto oportunidades como amenazas para las organizaciones.

## Factores del entorno específico o  microentorno
También podemos llamarle  entorno inmediato u operativo, ya en ella engloba un conjunto de variables, fuerzas o  factores que generan influencias sobre la empresa en los cual esta puede influir en algún modo. Éstos factores son:
- Los Proveedores: Son aquellos que suministran de insumos necesarios a la empresa para que esta pueda llevar a cabo sus procesos de producción de productos o servicios.

1. Proveedores potenciales: Son quienes proporcionan los recursos necesarios que la empresa necesita para crear bienes y servicios.

- Oferta de trabajo

- Oferta de trabajo disponible
- Calidad del trabajo disponible
- Estabilidad de la oferta de trabajo
- Expectativas de sueldo
- Tasa de desempleo
- Huelgas y relaciones laborales
- Instalaciones educativas

1. Proveedores actuales:
  - Cantidad, calidad, precio y estabilidad de los suministros
  - Plazos de entrega
  - Proximidad de materias pesadas
  - Nivel de competencia entre proveedores
2. Proveedores de servicios
  - Cantidad, calidad, precio y estabilidad de los proveedores de servicios
  - Requisitos especiales

- La competencia: Representan para la organización una rivalidad en el sector y sus fuerzas competitivas  y para diferenciarse deben de agregar valores estratégicos a sus productos o servicios que los diferencien de los demás. Son aquellas empresas y/o negocios que ofrecen algún producto o servicio similar y/o igual al que vendemos nosotros. Hay que analizar:

1. ¿ quienes son los competidores de la empresa?
2. ¿Cómo es de intensa la competencia en el mercado?
3. ¿Cómo afectan las decisiones competitivas en las decisiones comerciales?
4. ¿Cómo logran y mantienen las empresas las ventajas competitivas?

- Los clientes: son los que compran o consumen algún producto o servicio que ofrece nuestra empresa. Es el mercado principal que atiende la empresa.

- Mercado de consumo
- Mercado Industrial
- Mercado gubernamental
- Mercado internacional

Los intermediarios: Son quienes permiten a la empresa, seguir con la cadena de valor hasta los consumidores finales, son los encargados de retribuir diferentes productos y servicios.. Entre ellos se encuentran: los minoristas y mayorista, también las empresas de logística, las agencias de servicios, telemarketing y grupos de investigación y desarrollo.
1. Mayoristas: son los que venden bultos cerrados.
2. Minoristas: son los que venden por unidad.

Los públicos: Es cualquier grupo que tiene un interés real o  potencial, o un impacto sobre la capacidad de una organización para alcanzar sus  objetivos.
1. Públicos inversores
2. Públicos la sociedad en general
3. Públicos gubernamentales
4. Públicos internos
5. Públicos locales

Modelo de rivalidad competitiva

Aquí suele utilizare el modelo de las Cinco fuerzas competitivas de Porter. Este modelo establece un marco para analizar el nivel a  de competencia dentro de una industria, para poder desarrollar una estrategia de negocio. Este análisis deriva en la respectiva articulación de las 5 fuerzas que determinan la intensidad de competencia y rivalidad en una industria, y por lo tanto, cuán atractiva es esta industria en cuanto a oportunidades de inversión y rentabilidad.
Analizar estas variables del entorno para buscar amenazas y oportunidades requiere que cada epígrafe sea puntuado en dos dimensiones. En primer lugar, debe ser puntuado según su impacto potencial en la compañía y, en segundo, también la posibilidad de que dicho impacto ocurra. Multiplicando el parámetro del impacto potencial por el valor de la posibilidad de que ocurra nos dará una buena indicación de su importancia para la empresa.

## Respuestas
Luego de realizado el análisis del entorno y cuando algunas cuestiones son detectadas hay generalmente seis estrategias básicas de enfrentarse a ellas:
- Estrategia de oposición. Intentar influir en las fuerzas del entorno para contrarrestar su impacto. Esto sólo es posible si se tiene control sobre una variable determinada del entorno.
- Estrategia de adaptación. Adaptar tu plan de marketing a las nuevas condiciones del entorno.
- Estrategia ofensiva. Intentar transformar la nueva influencia en una ventaja. Una rápida respuesta puede proporcionar una buena ventaja competitiva.
- Estrategia de reordenación. Trasladar los activos a otra industria.
- Estrategias eventuales. Determinar un amplio abanico de posibles reacciones. Buscar sustitutivos.
- Estrategia pasiva. No responder. Dejar el problema para más tarde.